# Collégiale Notre-Dame de Montréal
La collégiale Notre-Dame de Montréal est une ancienne collégiale située à Montréal en Bourgogne, construite au XIIe siècle par les seigneurs de Montréal.
Bâtie à une époque de transition entre le roman et le gothique, elle a été qualifiée de « véritable bijou architectural » par l'architecte Eugène Viollet-le-Duc à qui l'on doit sa restauration.
Elle abrite un ensemble de stalles sculptées du XVIe siècle.

## Historique

### La fondation
Au XIe siècle, la petite cité de Montréal est un bourg florissant établi sur une butte qui domine la région. Par sa position stratégique entre le duché de Bourgogne et le comté de Champagne, puis entre la Bourgogne et la France, par l'habileté de ses seigneurs, par ses foires et son commerce, Montréal est une ville capable de rivaliser avec Avallon.

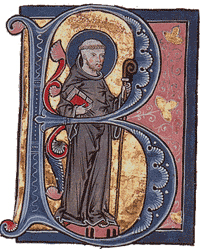
Bernard de Clairvaux

L'histoire de la collégiale est intimement liée à celle des seigneurs de Montréal. Pour asseoir leur pouvoir et leur prestige, ces derniers entourent Montréal de remparts, en bois d'abord puis rapidement en pierre. Ils établissent leur château sur le sommet de la colline.
Grands bâtisseurs, ils se préoccupent également du salut de leur âme. En 1068, Anséric II fonde le chapitre de Notre-Dame, un collège constitué de dix chanoines chargés de prier et de célébrer la louange. La petite église seigneuriale devient donc une église collégiale sous le vocable de sainte Marie.
En 1146, Bernard de Clairvaux, à la demande du pape, vient à Vézelay prêcher la croisade. Anséric III fait partie de ceux qui répondent à cet appel et partent vers la Terre sainte. Mais avant de s'engager dans cette aventure dont il mesure tous les dangers, il fait le vœu – s'il revient vivant – d'édifier une nouvelle église.
C'est donc à partir de 1150, tout près de son château dans l'enceinte qui l'entoure, qu'il fait édifier la collégiale que nous connaissons aujourd'hui. Son fils Anséric IV en achève la construction.
Guy IV Besors, seigneur de Villarnoult, lègue en 1304, une rente perpétuelle de vingt sous, sur son moulin de Bussières, au chapitre de Montréal.

### Renaissance et époque moderne
Les Anséric disparaissent et, à la fin du XIIIe siècle, Montréal tombe dans l'escarcelle du duc de Bourgogne. Puis en 1477, à la mort de Charles le Téméraire, le duché de Bourgogne est rattaché au royaume de France.
En 1521, le roi François Ier vient à Montréal présider les États de Bourgogne. Il sait se montrer généreux envers le chapitre de Notre-Dame, et fait un don aux chanoines. Cette somme importante aurait été utilisée pour la réalisation de stalles sculptées dans la collégiale.
Église collégiale, église seigneuriale, la collégiale Notre-Dame n'est pas l'église de la paroisse de Montréal. Curieusement celle-ci se trouve à Cherisy, un ancien village au bord du Serein qui a décliné tandis que Montréal se développait. Lassés de parcourir quatre kilomètres pour assister à l'office et en revenir, au XVIIe siècle les Montréalais obtiennent des chanoines que la collégiale leur soit ouverte. À partir de 1690, le curé de Montréal sera l'un des chanoines.
La réputation de la collégiale était telle qu'on venait en pèlerinage depuis les villages de la région, et même depuis Avallon, distant de douze kilomètres. Ainsi en 1554, il y eut une procession de onze paroisses. La dernière eut lieu en 1709, après le rigoureux hiver qui avait plongé la région dans la misère.

### La Révolution
Jusqu'à la Révolution, les chanoines sont chargés de l'entretien de la collégiale. Ils perçoivent pour cela la dîme prélevée sur les villages alentour, les revenus de leurs terres et biens, ainsi que des dons. Mais une loi révolutionnaire supprime la dîme tandis que les biens sont confisqués au profit de la Nation, puis vendus ou loués comme biens nationaux. La collégiale elle-même devient un bien national.
En 1794 se développe une campagne de déchristianisation en France. Malgré les pressions des autorités départementales, tout le village – ou presque – continue à pratiquer le culte catholique, sans que la municipalité n'intervienne. Ce qui vaudra à Montréal le surnom de "petite Vendée".
En mai 1794 est promulguée une loi qui accélère les choses : les églises deviennent des temples voués au culte républicain de l'Être suprême, elles sont mises à disposition des communes, afin d'y organiser fêtes civiques et réunions publiques. Le repos des dimanches et fêtes religieuses est interdit et remplacé par les décadi et les fêtes nationales.

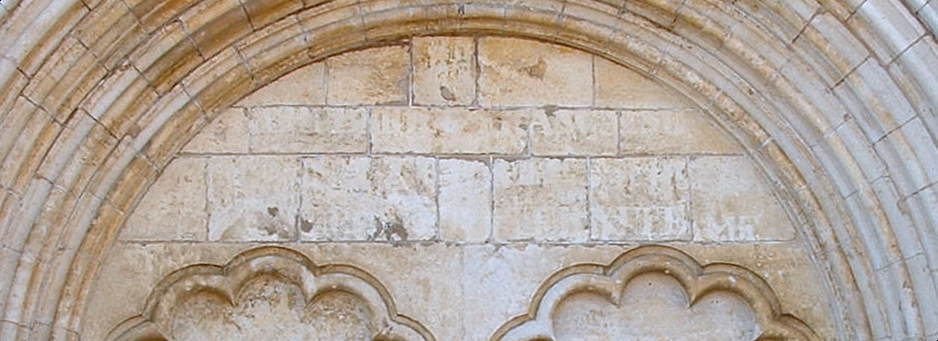
Les inscriptions sur le tympan

Dans la collégiale, devenue le temple, la nouvelle municipalité entreprend des travaux. Les murs intérieurs et les autels sont abattus, on fait disparaître quelques-unes des « vieilles stalles gothiques » qui représentent « des emblèmes et des trophées fanatiques » et on déplace les autres. La sacristie devient un local de rangement : on y place le drapeau, les piques et les archives de la municipalité. Le comité de surveillance se réunit dans une ancienne chapelle. On décore les murs de l'ancienne église de tableaux révolutionnaires et d'inscriptions républicaines. On brise le bas-relief du tympan pour y peindre « Le peuple français reconnaît l’Être suprême et de l'immortalité de l'âme » puis « Liberté, égalité, fraternité », inscriptions qu'on devine encore aujourd'hui. La clef du temple est désormais entre les mains du maire.
Malgré tous ces efforts, le culte de l’Être suprême ne s'impose pas à Montréal, rebaptisé Mont-Serein de 1793 à 1800, pas plus qu'on ne parvient à faire disparaître la pratique du culte catholique. Ultime épreuve de force : au début de l'année 1795, un décret interdit le culte catholique dans les églises et assigne à résidence les prêtres dans le chef-lieu de district (Avallon pour le sud de l'Yonne).
Mais dès le 30 mai 1795, une nouvelle loi autorise les prêtres à exercer leur ministère, s'ils prêtent serment de soumission à la République. Les citoyens rentrent en possession de leur église et peuvent y pratiquer leur culte, sous certaines conditions. Ils doivent élever un autel à leurs frais, respecter les tableaux et inscriptions républicaines. On organise l'utilisation de la collégiale entre catholiques et républicains, en fonction des jours et des heures. De même l'utilisation de l'espace dans le chœur, la nef ou les travées est soigneusement codifiée. L'utilisation des cloches pour appeler aux offices reste interdite. C'est une coexistence pacifique qui s'instaure.
Il faut attendre l'Empire pour que les catholiques de Montréal retrouvent le plein usage de la collégiale.

### AuXIXesiècle

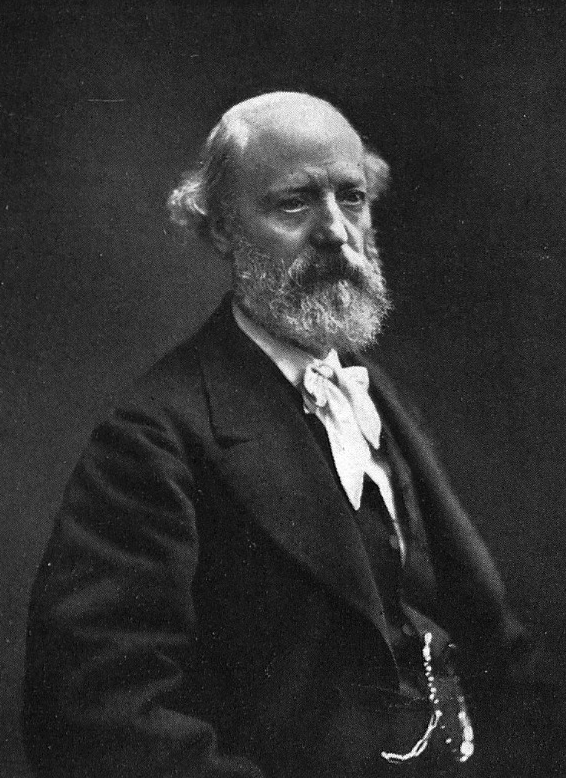
Eugène Viollet-le-Duc

Héritage de la révolution, l'entretien de la collégiale est à la charge de la commune. Or au XIXe siècle, le village de Montréal n'est plus la cité prospère du XIIe siècle. Et les fonds manquent pour entreprendre les lourds travaux de restauration, même les plus indispensables.
En 1840, l'architecte Eugène Viollet-le-Duc conduit les travaux de restauration de la basilique de Vézelay. Profitant des moments libres que lui laisse sa charge, il visite la région et découvre la collégiale, qu'il qualifie de « véritable bijou architectural ». Il écrit dans son Dictionnaire d'architecture : « C'est un des plus beaux et derniers exemples de cette époque … Les profils sont d'une pureté et d'une netteté remarquable, et leur exécution est parfaite. ». Mais il ajoute : « Malheureusement ce curieux édifice a besoin de réparations importantes » .
Viollet-le-Duc rédige un mémoire à l'intention de la commission des monuments historiques, qui vient d'être créée. Peu après, il obtient que les travaux de sauvetage soient entrepris, pour un montant supérieur à 100 000 francs. La collégiale, classée aux monuments historiques en 1846, est sauvée.

Dessins de la collégiale par Viollet-le-Duc
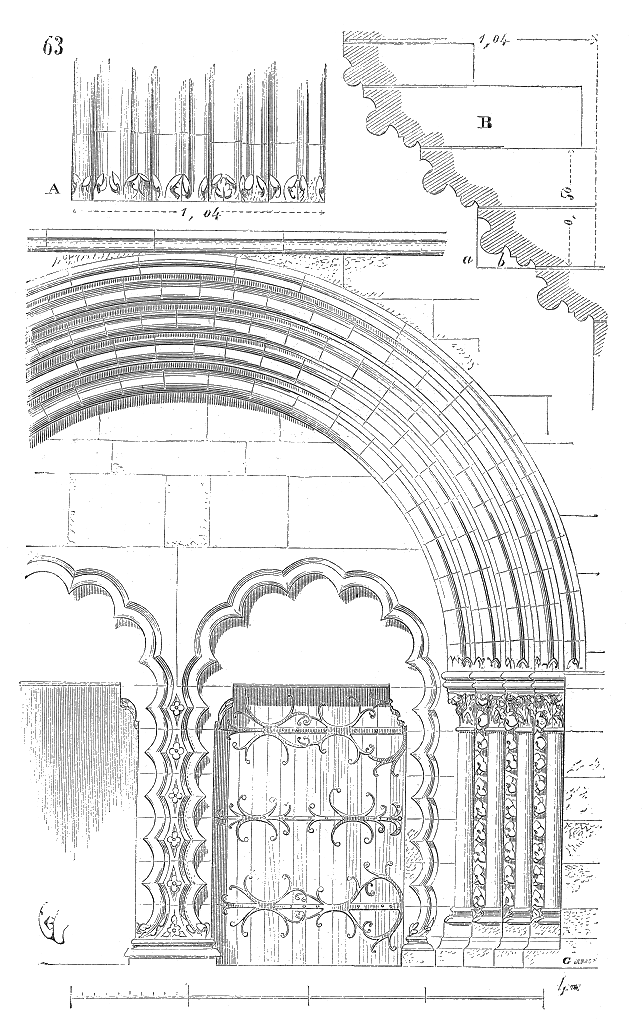
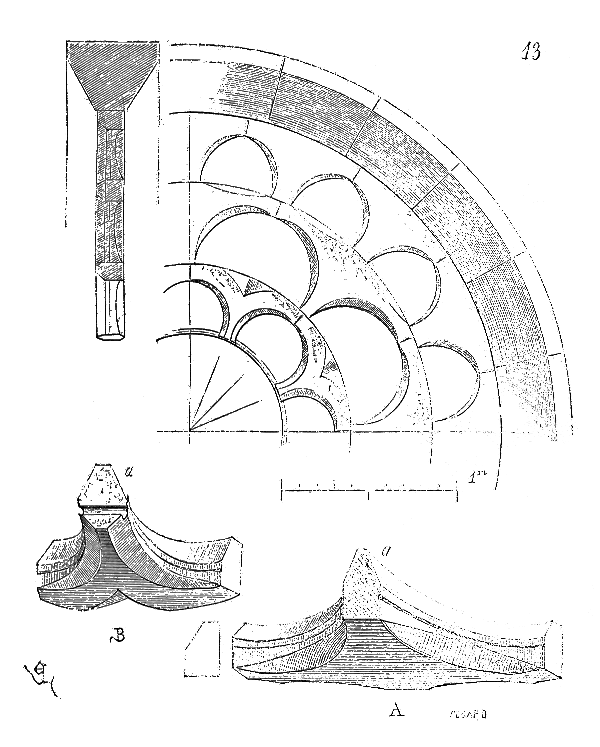
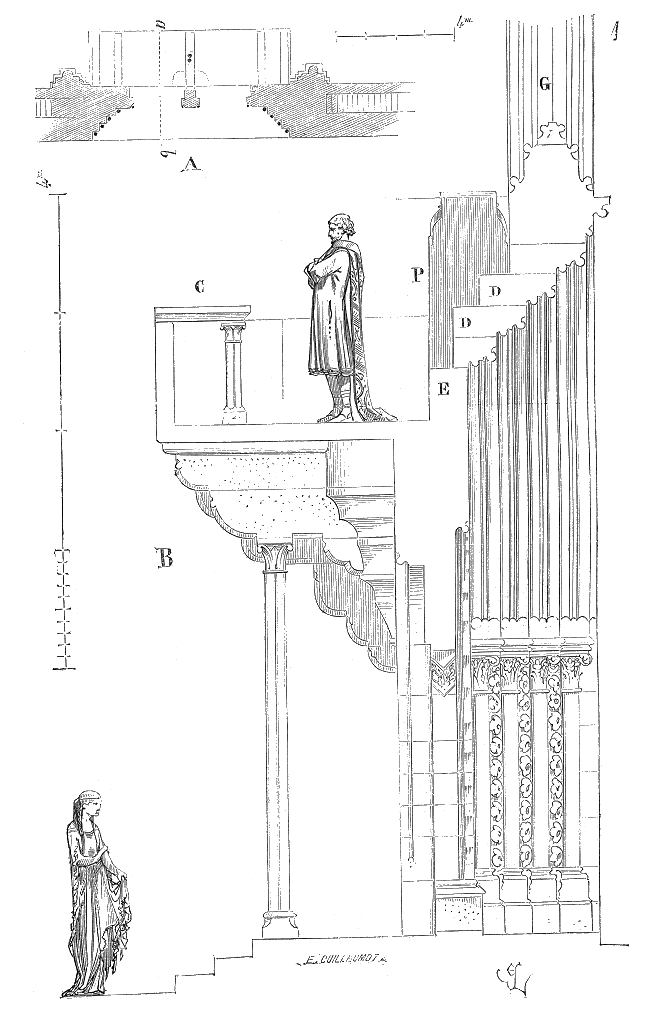

### De nos jours …
Les travaux de réparation, de conservation et d'embellissement ne sont pas pour autant terminés. En 1990, le père Alphonse Garnier crée l'Association des Amis de la Collégiale. À l'initiative de cette association, des travaux de restauration sont menés en 1998 pour restaurer et embellir l'intérieur. Un système de vidéo-surveillance est installé, pour éviter qu'un vol comme celui du retable ne se reproduise (voir plus bas). En 2007, un système de chauffage par le sol est mis en place.
En ce début du XXIe siècle, la collégiale de Montréal fondée il y a plus de 800 ans, est un monument historique qui attire chaque année de nombreux[C'est-à-dire ?] touristes.
Depuis 2006, elle est l'aboutissement du spectacle de rue historique créé par l'association "Montréal en lumière". En 2008, elle est même le thème du spectacle "Le vœu d'Anséric".
Chaque dimanche et lors des grandes fêtes religieuses, elle accueille les chrétiens des paroisses de Montréal, Guillon, Sainte-Magnance.

## Architecture

### L'extérieur

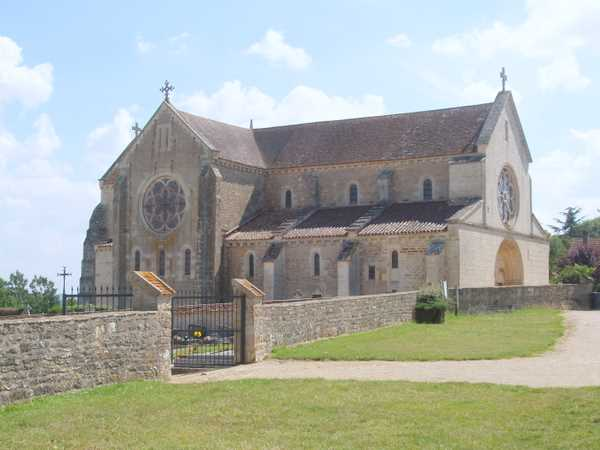

La collégiale est édifiée sur un plan en croix latine, c'est un édifice assez petit. Ses murs sont unis, bâtis en pierre de Coutarnoux et armés de lourds contreforts. Ils sont percés de fenêtres en plein cintre.
Les quatre pignons sont surmontés de croix toutes différentes.
|  |

#### La façade

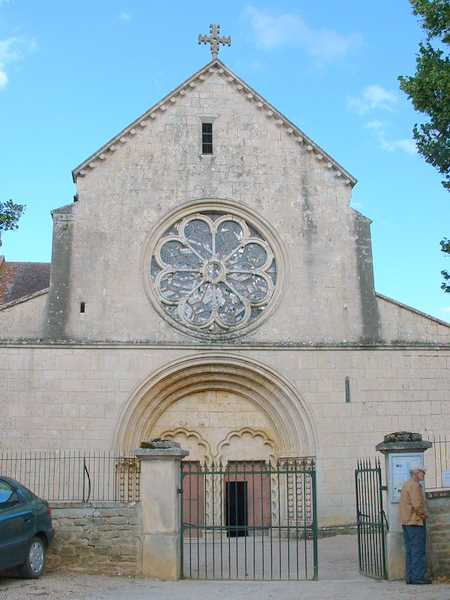

La façade est large et sobre, bâtie en pierre de taille. Le portail et la rosace en sont ainsi mis en valeur.
- Le portail

Le portail en plein cintre est une œuvre remarquable. Tout d'abord, par son équilibre, son assise est large : il occupe le tiers de la façade. Particulièrement bien proportionné, il semble soutenir avec une extrême finesse, la rosace qui l'effleure à peine.
Les colonnettes, de part et d'autre des portes, sont séparées par des rangées de fleurs bien ciselées, qui font du portail un beau spécimen de l'"art bourguignon fleuri".
Les arcs polylobés qui entourent les portes évoquent les architectures mozarabes d'Espagne. Certains ont voulu y voir une inspiration orientale rapportée de Terre sainte par Anséric, à son retour de croisade.
Le tympan surmontant les portes devait porter un bas-relief, qui fut martelé à la Révolution et recouvert par l'inscription "le peuple français reconnaît l'Etre suprême et l'immortalité de l'âme".
Les vantaux des portes ont conservé leurs pentures de fer forgé du XIIe siècle.
| - détail des fleurs |

- La rosace

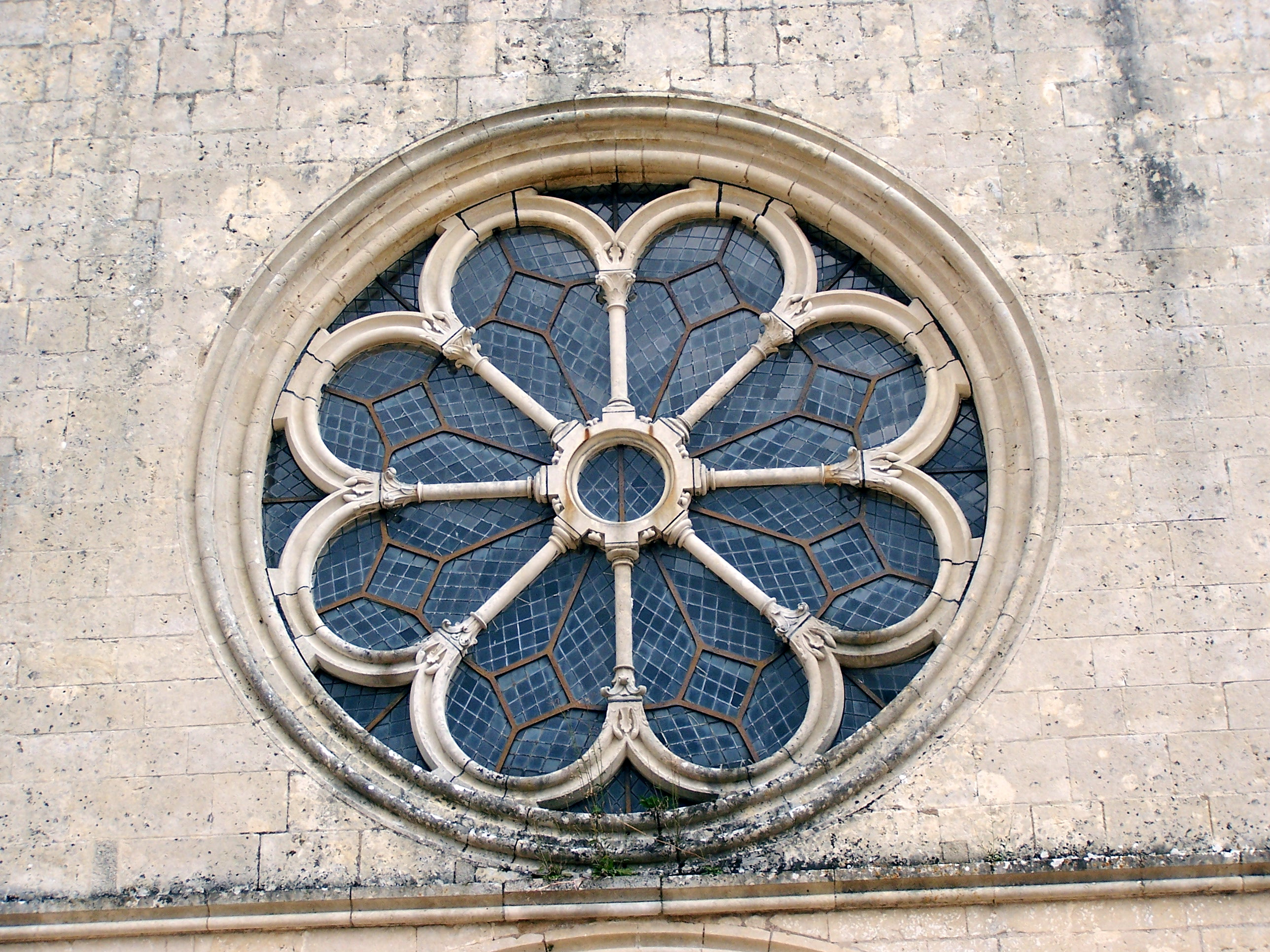

La rosace est, dans son genre, l'une des plus anciennes de France. Ses huit rayons sont formés de fines colonnettes et terminés par une arcature ajourée.
Selon l'architecte Viollet-le-Duc, qui l'étudia au XIXe siècle, la fit restaurer et classer monument historique, la rosace « rappelle celle de la façade occidentale de Notre-Dame de Paris ; ce sont les mêmes profils, le même caractère, la même simplicité dans les ornements ».

#### Le clocher
Lors de sa construction, la collégiale Notre-Dame n'était pas destinée à accueillir les paroissiens de Montréal. Elle n'avait donc ni cloche, ni clocher.
Plus tard, on a cherché à lui adjoindre une flèche, élevée à la croisée des transepts. Mais les vents soufflent fort au sommet de la colline, et occasionnaient de nombreux dégâts sur la flèche. En 1704, une grande tempête emporta le clocher. On reconstruisit au milieu du XVIIIe siècle, un clocher dans le style de la Renaissance. Mais un siècle plus tard, il penchait et menaçait d'entraîner les voûtes dans sa chute. On préféra le détruire, sur les conseils de Viollet-le-Duc.
Les cloches ont été installées au-dessus de la Porte d'en haut, où l'on peut toujours les voir et surtout les entendre.

### L'intérieur de l'église

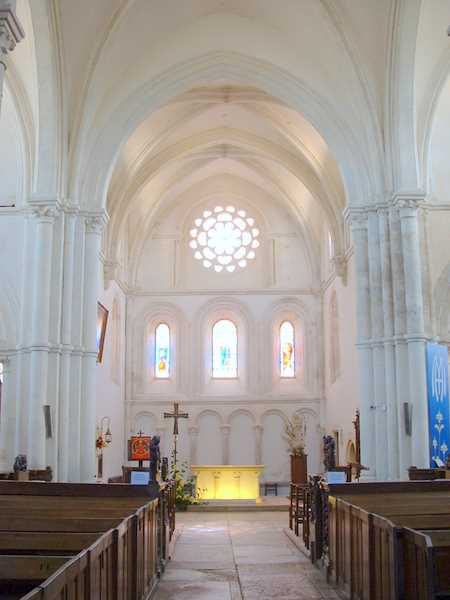
la nef et l'abside

La collégiale mesure 35 mètres de long sur 17 mètres de large, au niveau des transepts. Construite dans la seconde moitié du XIIe siècle, elle bénéficie des innovations de l'art gothique, telles les voûtes d'ogives de la nef qui apportent hauteur et lumière, tandis que l'art roman est encore présent dans les bas-côtés, voûtés d'arêtes. C'est donc un style de transition entre le roman et le gothique.
Le transept, orienté nord-sud, est fermé par deux murs droits, qui ne sont pas exactement parallèles. Ils sont ajourés de rosaces qui laissent entrer la lumière et éclairent le chœur.

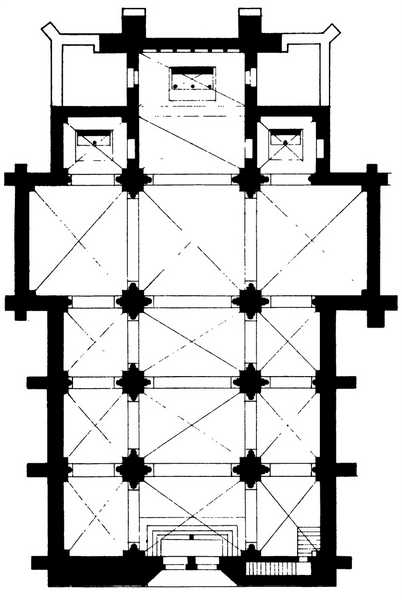
Plan (Eugène Viollet-le-Duc)

L'abside est carrée, fermée par un mur droit à trois étages. En bas, celui-ci est orné d'une galerie d'arcades romanes fermées qui prend appui sur un banc de pierre, avec une piscine liturgique.
L'étage du milieu est percé de trois fenêtres, celle du centre étant plus large et plus haute que les autres
La partie supérieure abrite une belle rosace de la fin du XIIe siècle. Elle est entourée de colonnettes, qui outre leur fonction esthétique, permettent de renforcer le mur là où la rosace risquait de le fragiliser.
Sur la porte de la sacristie, à droite de l'abside, on peut remarquer une serrure qui daterait du XIIIe siècle.
Les piliers des transepts sont couronnés de chapiteaux tous différents. Ils présentent un décor végétal simple, mais décliné dans une très grande variété.
| - le chœur et l'autel - l'entrée - marque de tailleur de pierre - la serrure - personnage sculpté |

#### Latribune
"Je ne connais pas en France, d'autre exemple de tribune ainsi construite, et de cette époque, aussi admirablement conservée" écrivait Viollet-le-Duc. Construite en même temps que la collégiale, la tribune qui surplombe l'entrée repose sur de fortes consoles et symboliquement sur une fine colonnette. On y accède par un escalier aménagé dans l'épaisseur du mur de façade. Au centre de la tribune se trouve un autel de pierre datant de la fin du XIIe siècle, éclairé par la rosace située au-dessus. On peut penser que cette tribune devait être réservée au sire de Montréal et à sa famille.

Dessins d'Eugène Viollet-le-Duc
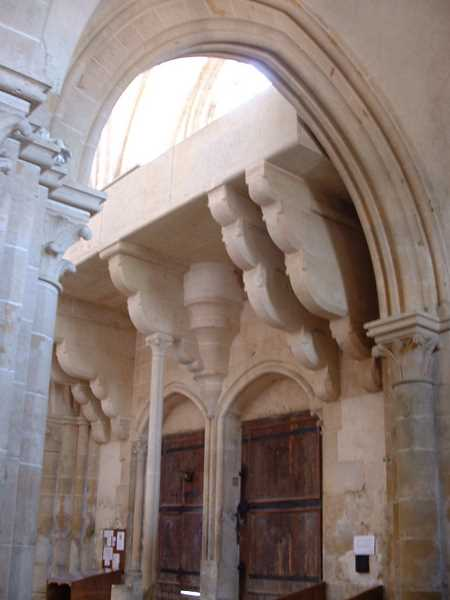
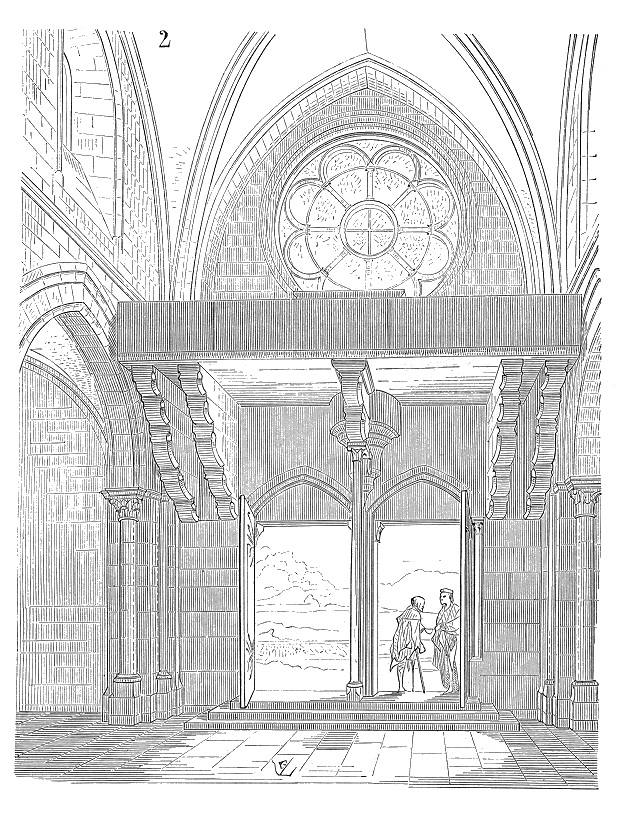
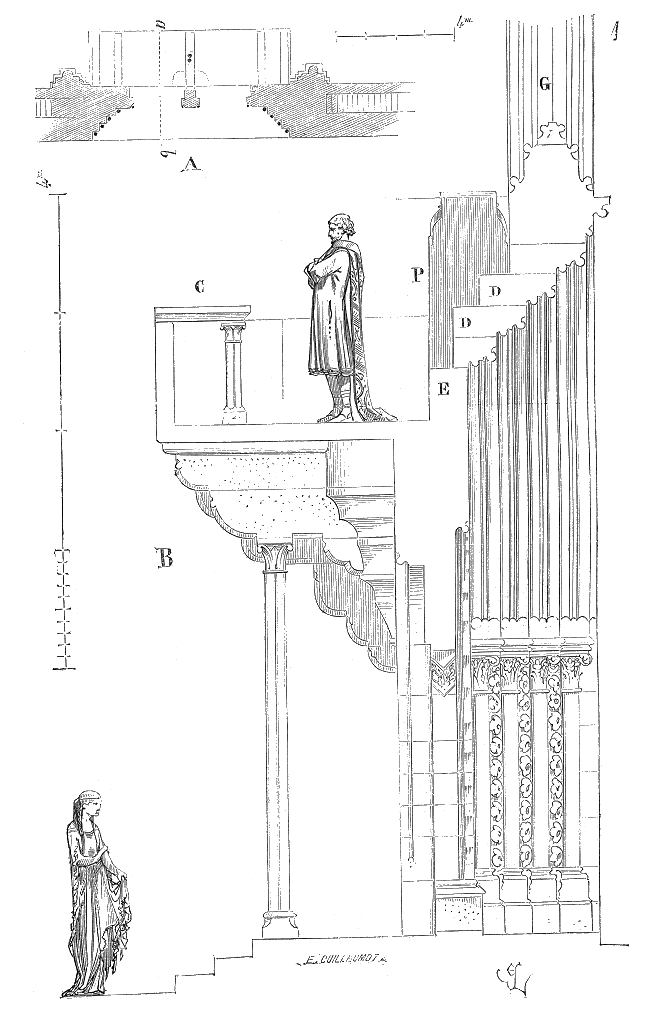
vue en coupe
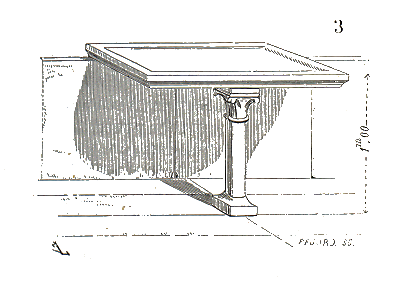
Autel de la tribune

#### Les stalles

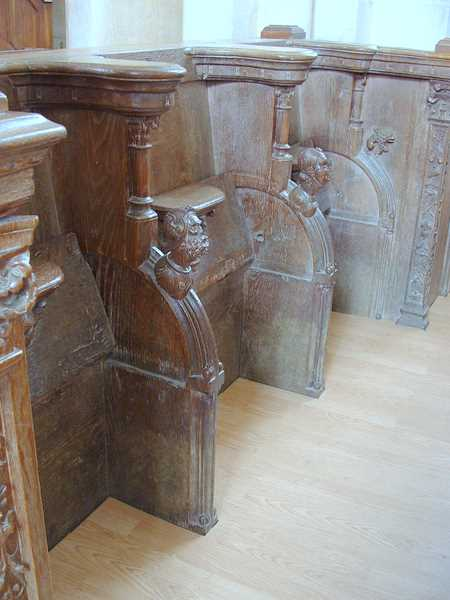

Les stalles sculptées qui ornent la collégiale nous ramènent à la Renaissance. Le roi François Ier, en remerciement de l'accueil qu'il reçut à Montréal, fit un don au chapitre de la collégiale. Les chanoines utilisèrent le don, pense-t-on, pour faire sculpter ces stalles. Exécutées entre 1530 et 1550, elles sont attribuées aux frères Rigolley de Nuits-sur-Armançon.
Les stalles sont des sièges destinés aux chanoines. La miséricorde est la partie du siège qui se rabat, permettant ainsi aux chanoines de se reposer au cours des longs offices, sans véritablement s'asseoir, d'où son nom. Les sculptures des miséricordes sont toutes différentes.
Les panneaux en bas-reliefs et les groupes en ronde bosse qui les couronnent représentent des scènes bibliques. Le style renaissance marque un retour à l'art antique, grec ou romain. On trouve un foisonnement de rinceaux et d'éléments végétaux.
Au XIXe siècle, les stalles avaient été installées dans le chœur, et certains panneaux furent alors mutilés pour les adapter.
|  |

« Je n'ai point vu de stalles anciennes mieux travaillées ni plus remplies d'ornements ». Victor Petit.

##### Les panneaux sculptés
| Le péché originel On y voit Adam et Ève dans le paradis terrestre, de part et d'autre de l'arbre de la connaissance du bien et du mal. Le démon, à tête humaine, est caché dans l'arbre et semble d'adresser à Ève. Adam porte la main à sa gorge, comme s'il avait déjà mangé le fruit défendu. L'expression de son visage souligne sa prise de conscience tardive.                                           | La vertu et le vice Un homme debout, un livre ouvert à la main, maintient un démon à figure humaine à ses pieds. Celui-ci cherche à se dégager de son emprise, représentée par une écharpe enroulée autour de son cou. Cette allégorie pourrait représenter la vertu maîtrisant le vice, la théologie triomphant de l'hérésie. |
| La Visitation Ce panneau présente la rencontre de deux femmes enceintes. Celle de droite est Elisabeth, cousine de Marie, qui va donner naissance à Jean-Baptiste. Marie, venue à la rencontre de sa cousine, porte Jésus. Elle pose sa main sur le ventre d'Elisabeth. L'arrière-plan est un paysage, avec une petite ville fortifiée et un moulin à vent. Est-ce une évocation de la campagne montréalaise ? | L'annonce aux bergers Deux bergers sont tournés vers le ciel et regardent des anges qui semblent leur annoncer la naissance du Messie. À leurs pieds se trouve un chien, et des moutons paissent à l'arrière-plan. |
| Le baptême de Jésus Le Jourdain coule aux pieds de Jésus, tandis que son cousin Jean-Baptiste verse sur sa tête l'eau du baptême. Aux dessus de leurs têtes volent des anges. | Allégorie de la force Un homme barbu terrasse des lions. Certains y voient une évocation biblique : David ou Samson combattant un lion. Peut-être le lion est-il une figure du mal ? |
| L'atelier de Joseph Nous retrouvons Jésus enfant dans l'atelier de son père, occupé à travailler le bois. Derrière lui se trouvent ses outils : ciseaux, gouge, hachette. Marie, assise, est en train de coudre. Jésus, devant l'établi, est dans un chariot à roulette poussé par un ange. | La samaritaine Dans cette scène tirée de l'évangile de Jean, Jésus désormais adulte rencontre une femme, une samaritaine, qui puise l'eau dans un puits. À la différence des autres scènes, l'arrière-plan n'est pas représenté.                                                                                               |

| - détail de la Visitation - Jésus poussé par un ange |

##### Les groupes en ronde bosse
| Les deux lions Deux lions se font face en se disputant un os, saisissants de réalisme. Peut-être évoquent-ils l'âpreté des luttes entre les hommes et la loi du plus fort qui trop souvent l'emporte. | L'adoration des mages Les rois mages, richement vêtus à la mode orientale du XVIe siècle, viennent déposer leurs offrandes aux pieds de l'enfant-Jésus. |
| La présentation de Jésus au temple Marie et Joseph présentent Jésus au vieillard Syméon et à la prophétesse Anne. | Les personnages au lutrin |
| Les compères Cette scène - emblème de Montréal - serait un clin d’œil des sculpteurs. En effet, la tradition veut que les frères Rigolley se soient représentés eux-mêmes en train de se servir du vin avec un pichet, en bons bourguignons qu’ils sont, peut être pendant la pause. « C'est l'ouvrage de deux frères nommés Rigoley, de Nuits-sur-Armançon, en 1522. Ils se sont représentés au-dessus d'un panneau, à table, se versant du vin dans leur gobelet. » — Victor Petit | |

#### Le mobilier
Retable
Il s’agit d’un polyptyque du XVe siècle composé de sept panneaux, dont quatre consacrés à la Vierge. On l’attribue à un atelier de Nottingham, en Angleterre, dont la production est bien connue.
Il est malheureusement incomplet puisque quatre panneaux ont été volés en 1971 et remplacés par des photos.
Le retable est en albâtre et certains éléments pouvaient être peints (vêtements, meubles).

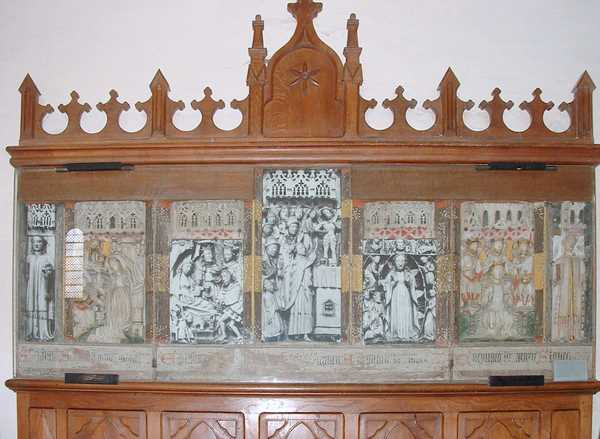

On peut voir de la gauche à la droite :
- le diacre saint Étienne
- l’Annonciation
- l’adoration des mages
- la messe de saint Grégoire le Grand
- l’Assomption de la Vierge
- le couronnement de la Vierge
- le diacre saint Laurent

| - l'Annonciation - le couronnement de la Vierge |

Chaire

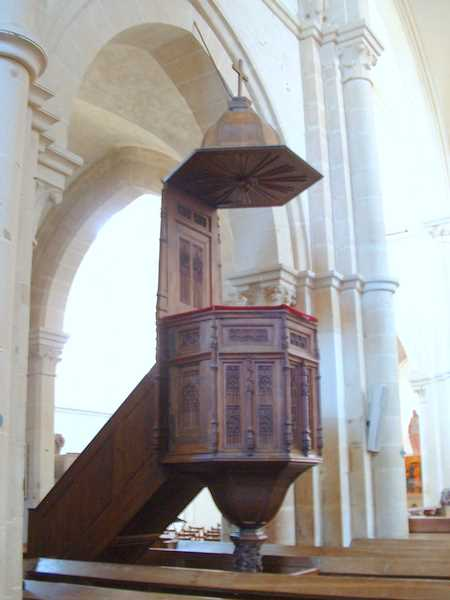

Sculptée au XVe siècle, la chaire est une véritable dentelle de bois.
Sur sa base sont représentés des sujets profanes, classés au registre des monuments historiques depuis 1904.
|  |

| Lutrin En bois finement sculpté, il servait à porter les grands livres de chants des chantres. | Triptyque sculpté Cette œuvre du XVIe siècle, située dans le chœur, représente le Christ entouré de la Vierge et de saint Pierre. Jésus tient dans sa main le globe terrestre surmonté d'une croix. Marie porte l'enfant Jésus. |
| Tableau du couronnement de la Vierge Il s'agit d'un tableau peint au XVIe siècle par un artiste d'origine hollandaise. Il représente la Vierge, assise dans les cieux et entourée par la Trinité : le Père et le Fils qui la couronnent, l'Esprit Saint sous la forme d'une colombe.                                                                                                 | Calvaire en pierre Cette croix du XIVe siècle a été retrouvée en 1943, enterrée dans le cimetière. Elle a été placée dans le transept sud (à droite quand on regarde le chœur). Elle montre le Christ crucifié, surmonté par deux anges qui portent le soleil et la lune. Sur l'autre côté, on voit la Vierge, couronnée par un ange. La croix est décorée de nombreuses fleurs et d'évocations de pierreries. |
| Pierres tombales Le pavage de la collégiale est fait de grandes dalles, dont certaines sont d'anciennes pierres tombales. Les plus intéressantes ont été relevées et adossées aux murs de l'église. Elles proviennent des tombes de châtelains, chanoines et autres notables, du Moyen Âge jusqu'au XVIIIe siècle. On peut également voir d'anciens sarcophages, difficiles à dater. | Cloche Il s'agit d'une cloche fondue en 1623, inscrite à l'inventaire des monuments historiques. Légèrement fêlée, elle fut remplacée dans la Porte d'en Haut en 1994 par deux cloches plus petites. |

## La collégiale et les arts
La collégiale peut également être source d'inspiration pour des auteurs :
- en 1919, Romain Rolland fait dire au personnage principal de son truculent récit bourguignon "Colas Breugnon" : « C'est moi qui ai sculpté (cela, c'est mon chef-d’œuvre) pour ma délectation et celle du curé, dans le chœur de l'église de Montréal, ces stalles où l'on voit deux bourgeois qui se rigolent et trinquent, à table, autour d'un broc et deux lions qui braillent en s'arrachant un os." »
- en septembre 2007, le réalisateur Christian Lara y a tourné trois scènes du documentaire-fiction "Le mystère Joséphine". Il s'agissait d'évoquer le couronnement de Joséphine par Napoléon Ier à Notre-Dame de Paris, en 1804.
- Depuis 2006, elle est l'aboutissement du spectacle de rue historique créé par l'association "Montréal en lumière" (site officiel).

### Sources et bibliographie
- Eugène Viollet-le-Duc, Dictionnaire raisonné de l'architecture française du XIe au XVIe siècle, 1856
- Ernest Petit, « Collégiale de Mont-réal », Annuaire historique du département de l'Yonne,‎ année 1861 (lire en ligne)
- Victor Petit, Description des villes et campagnes du département de l'Yonne, librairie Voillot, Avallon, 1870 (réimpr. 2001)
- Bernard Guerreau, Quand Montréal s'appelait Mont-Serein, Un chef-lieu de canton de l'Yonne sous la Révolution (1790 – 1799), 1973
- Association Lignes d'Horizon - Geneviève Honig, Montréal dans l'Yonne - haut lieu de Bourgogne
- Association Lignes d'Horizon, Montréal (Yonne) - visite de la vieille ville et de la collégiale
- Association des Amis de la Collégiale, Père Arnaud Montoux, collégiale de Montréal, 2008
- Inventaire général du patrimoine culturel (1997) Base Mérimée